# Mina Sovtić
Mina Sovtić (serbisch-kyrillisch Мина Совтић; * 3. August 1995) ist eine serbische Schauspielerin.

## Leben und Karriere
Sovtić ist die Tochter der Schauspielerin Anica Dobra und wurde am 3. August 1995 geboren. Sie studierte an der Fakultet dramskih umetnosti (‚Fakultät für Dramakünste‘) in Novi Beograd. Sie spielte mehrere durchgehende Rollen in serbischen Fernsehserien. Von 2018 bis 2021 spielte sie in Zigosani u reketu die Rolle der Ivana. Von 2019 bis 2023 stellte sie Julija in der Serie Dug moru dar. Am 10. April 2022 heiratete sie den Architekten Luka Nikolić.

## Filmografie
- 2016: Vermächtnis (1 Folge)
- 2018: Koreni (2 Folge)
- 2018–2021: Zigosani u reketu (45 Folgen)
- 2019–2023: Dug moru (15 Folgen)
- 2020: Placu (Kurzfilm)
- 2021: Crno-bijeli svijet (2 Folgen)
- 2021: Tri muskarca i tetka (2 Folgen)
- 2021: Aviondzije (1 Folge)
- 2021: Crna svadba (2 Folgen)
- 2021: Besa (3 Folgen)